# 原田三夫 (科学ジャーナリスト)
原田 三夫（はらだ みつお、1890年（明治23年）1月1日 - 1977年（昭和52年）6月13日）は、日本の科学ジャーナリスト、教員。科学雑誌や科学の啓蒙書の編集者・作家。『子供の科学』初代編集長。漫画家前谷惟光の父。
1890年（明治23年）1月1日、名古屋に生まれる。1907年東北帝国大学予科入学、1910年中退。第八高等学校 (旧制)を経て、東京帝国大学理科大学（後の東京大学理学部）を卒業。東京府立第一中学校で教員を務めるかたわら翻訳に携わる。教職を辞めた後、科学雑誌『子供と科学』(1917年)、『少年科学』(1917年)、『科学画報』(1923年)、『子供の科学』(1924年)を次々と創刊。
疎開先の北海道で小熊捍と共に出版社子供の国を創業。
1953年（昭和28年）、日本宇宙旅行協会を創設、1955年、理事長に就任。
1964年（昭和39年）日本宇宙旅行協会を引退し、千葉県夷隅郡大原町（現・いすみ市）に隠棲する。
1977年（昭和52年）6月13日死去。
日本宇宙旅行協会の理事長だった際に、広報活動の一環として「火星土地分譲予約受付証」を発行したことで知られる。映画『火星のわが家』の神山康平のモデルともなっている。